# پله لیندبرگ
پله لیندبرگ (انگلیسی: Pelle Lindbergh; ۲۴ مهٔ ۱۹۵۹ – ۱۱ نوامبر ۱۹۸۵) بازیکن هاکی روی یخ، و معمار اهل سوئد بود.
از باشگاه‌هایی که در آن بازی کرده‌است می‌توان به فیلادلفیا فلایرز اشاره کرد.